# Xenia lillieae
Xenia lillieae är en korallart som beskrevs av Hilario Atanacio Roxas 1933. Xenia lillieae ingår i släktet Xenia och familjen Xeniidae. Inga underarter finns listade i Catalogue of Life.